# Kolsassbergstraße
De Kolsassbergstraße (L332) is een 3,23 kilometer lange Landesstraße (lokale weg) in de districten Innsbruck Land en Schwaz in de Oostenrijkse deelstaat Tirol. De weg is een zijweg van de Tiroler Straße (B171) en begint in Weer (558 m.ü.A.). De weg kruist vervolgens de Weerbach (en daarmee de grens tussen de twee districten) over om via Kolsass (553 m.ü.A.) naar Kolsassberg (906 m.ü.A.) te lopen.